# Edgar Benítez
Edgar Milciades „Pájaro” Benítez Santander (ur. 8 listopada 1987 w Repatriación) – paragwajski piłkarz z obywatelstwem meksykańskim występujący na pozycji lewego skrzydłowego, obecnie zawodnik meksykańskiego Querétaro.

## Kariera klubowa
Benítez jest wychowankiem klubu Club 12 de Octubre z miasta Itauguá, jednak profesjonalną karierę rozpoczynał jako siedemnastolatek w czołowym krajowym zespole – Club Libertad ze stołecznego Asunción. W paragwajskiej Primera División zadebiutował 25 czerwca 2005 w zremisowanym 2:2 spotkaniu z 3 de Febrero, natomiast pierwszego gola w najwyższej klasie rozgrywkowej strzelił 25 września 2005 w wygranej 3:2 konfrontacji z tym samym rywalem. Już w swoim premierowym sezonie 2005 wywalczył tytuł wicemistrza kraju, zaś podczas rozgrywek 2006 zdobył z ekipą prowadzoną przez trenera Gerardo Martino swoje pierwsze mistrzostwo Paragwaju. Sukces w postaci tytułu mistrzowskiego powtórzył również rok później, w sezonie 2007, lecz mimo regularnych występów pojawiał się na ligowych boiskach głównie jako rezerwowy. Z tego powodu w styczniu 2008 udał się na roczne wypożyczenie do niżej notowanego rywala zza miedzy, drużyny Club Sol de América, gdzie od razu został kluczowym zawodnikiem ekipy i jednym z najlepszych piłkarzy w lidze. W jesiennym sezonie Clausura 2008 został królem strzelców ligi paragwajskiej z czternastoma bramkami na koncie.
Wiosną 2009 Benítez za sumę dwóch milionów dolarów przeszedł do meksykańskiego zespołu CF Pachuca. Tam od razu został podstawowym zawodnikiem pierwszego składu i w meksykańskiej Primera División zadebiutował 18 stycznia 2009 w wygranym 4:1 meczu z Tigres UANL, w którym zdobył także premierową bramkę w tamtejszej lidze. W tym samym, wiosennym sezonie Clausura 2009 zdobył ze swoją ekipą wicemistrzostwo Meksyku, a także zajął drugie miejsce w rozgrywkach kwalifikacyjnych do Copa Libertadores – InterLidze, z czterema bramkami zostając najskuteczniejszym piłkarzem tych rozgrywek. W 2010 roku triumfował natomiast z Pachucą w najbardziej prestiżowych rozgrywkach północnoamerykańskiego kontynentu – Lidze Mistrzów CONCACAF, w finałowym pojedynku z Cruz Azul (1:0) w doliczonym czasie strzelając decydującego o zwycięstwie gola. Kilka miesięcy później wziął udział w Klubowych Mistrzostwach Świata, gdzie jednak Pachuca odpadła już w ćwierćfinale, zajmując piąte miejsce w turnieju.
W lipcu 2011 Benítez powrócił do ojczyzny, na zasadzie rocznego wypożyczenia zasilając stołeczny zespół Cerro Porteño, gdzie w jesiennych rozgrywkach Clausura 2011 zanotował tytuł wicemistrzowski. W wiosennym sezonie Apertura 2012 zdobył zaś trzecie w swojej karierze mistrzostwo Paragwaju, będąc podstawowym graczem ekipy prowadzonej przez urugwajskiego szkoleniowca Jorge Fossatiego. Bezpośrednio po tym ponownie wyjechał do Meksyku, udając się na wypożyczenie do klubu Deportivo Toluca, z którym w jesiennym sezonie Apertura 2012 zdobył wicemistrzostwo kraju, a po upływie dwunastu miesięcy został wykupiony przez tę drużynę na stałe. W 2014 roku dotarł ze swoją drużyną do finału Ligi Mistrzów CONCACAF. Ogółem w barwach Toluki spędził trzy lata, będąc kluczowym graczem formacji ofensywnej, a w międzyczasie otrzymał meksykańskie obywatelstwo wobec kilkuletniego zamieszkiwania w tym kraju.
Latem 2015 Benítez został graczem ekipy Querétaro FC, z którą w sezonie Apertura 2016 wywalczył puchar Meksyku – Copa MX (zarazem pierwsze trofeum w dziejach klubu).

## Kariera reprezentacyjna
W styczniu 2007 Benítez został powołany przez argentyńskiego szkoleniowca Ernesto Mastrángelo do reprezentacji Paragwaju U-20 na Mistrzostwa Ameryki Południowej U-20. Tam był jednym z ważniejszych graczy swojej drużyny, rozgrywając osiem z dziewięciu możliwych spotkań (z czego pięć w wyjściowym składzie) i zdobył gola w spotkaniu z Brazylią (1:1). Jego kadra – pełniąca wówczas rolę gospodarzy – zajęła drugie miejsce w pierwszej rundzie, notując bilans dwóch zwycięstw i dwóch remisów, lecz podczas drugiej fazy rozgrywek wygrała dwukrotnie i trzy razy schodziła z boiska pokonana, a wskutek zajęcia dopiero piątej lokaty nie zdołała się zakwalifikować na Mistrzostwa Świata U-20 w Kanadzie.
W seniorskiej reprezentacji Paragwaju Benítez zadebiutował na kadencji argentyńskiego selekcjonera Gerardo Martino, 15 października 2008 w wygranym 1:0 spotkaniu z Peru w ramach eliminacji do Mistrzostw Świata 2010. Ogółem podczas tych kwalifikacji, zakończonych ostatecznie powodzeniem dla jego kadry, ośmiokrotnie pojawiał się na boisku i zdobył jedną bramkę (zarazem swoją pierwszą w drużynie narodowej) – 1 kwietnia 2009 w doliczonym czasie zremisowanego 1:1 meczu z Ekwadorem. W 2010 roku został powołany na Mistrzostwa Świata w RPA, gdzie wystąpił w dwóch z pięciu możliwych spotkań (z czego w jednym w pierwszym składzie) – w fazie grupowej z Nową Zelandią (0:0) i 1/8 finału z Japonią (0:0, 5:3 po karnych), a Paragwajczycy odpadli ostatecznie z mundialu w ćwierćfinale wskutek porażki z Hiszpanią (0:1). W późniejszym czasie brał także udział w eliminacjach do Mistrzostw Świata 2014, kiedy to zanotował dziewięć występów i wpisywał się na listę strzelców w konfrontacjach z Urugwajem (1:1) oraz Wenezuelą (1:1), lecz jego zespół tym razem nie zakwalifikował się na światowy czempionat.
W 2015 roku Benítez został powołany przez selekcjonera Ramóna Díaza na rozgrywany w Chile turniej Copa América. Tam pełnił rolę podstawowego zawodnika paragwajskiej reprezentacji, rozgrywając wszystkie sześć spotkań (cztery w pierwszej jedenastce) i strzelił bramkę w konfrontacji fazy grupowej z Jamajką (1:0), natomiast jego drużyna odpadła z rozgrywek w półfinale, przegrywając w nim z Argentyną (1:6) i zajęła ostatecznie czwarte miejsce. Rok później znalazł się w składzie na jubileuszową edycję południowoamerykańskiego turnieju – Copa América Centenario. Tym razem miał jednak zdecydowanie słabszą pozycję w ekipie i zanotował dwa z trzech możliwych występów (jeden w wyjściowym składzie), a podopieczni Díaza zakończyli swój udział w rozgrywkach na fazie grupowej.

## Statystyki kariery

### Klubowe

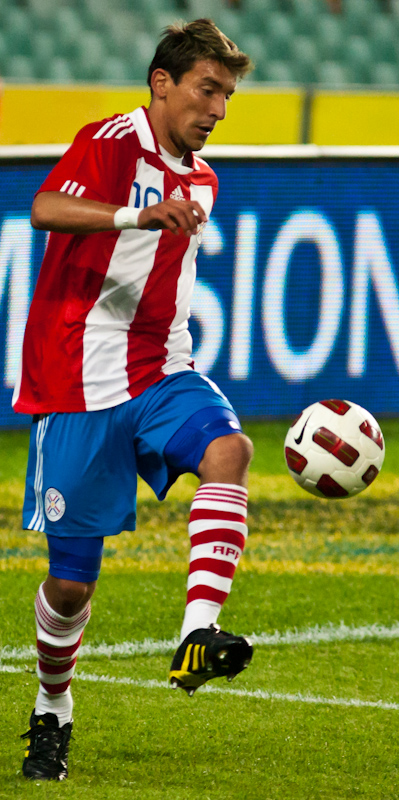
Benítez w barwach Paragwaju podczas sparingu z Australią (0:1) w październiku 2010

| AR Tuzo (rez.)   | 2008–2009        | Meksyk           | Segunda División | 1  | 0  | —  | —                        | —        | —  | —   | 1   | 0  |
| Ogółem (rezerwy) | Ogółem (rezerwy) | Ogółem (rezerwy) | Ogółem (rezerwy) | 1  | 0  | —  | —                        | —        | —  | —   | 1   | 0  |
| Libertad         | 2005             | Paragwaj         | Primera División | 5  | 1  | —  | —                        | —        | —  | —   | 5   | 1  |
| Libertad         | 2006             | Paragwaj         | Primera División | 14 | 1  | —  | —                        | CS       | 2  | 0   | 16  | 1  |
| Libertad         | 2007             | Paragwaj         | Primera División | 13 | 0  | —  | —                        | CL       | 4  | 0   | 17  | 0  |
| Sol de América   | 2008             | Paragwaj         | Primera División | 37 | 21 | —  | —                        | —        | —  | —   | 37  | 21 |
| Pachuca          | 2008–2009        | Meksyk           | Liga MX          | 19 | 4  | 4  | 4                        | CL       | 2  | 0   | 25  | 8  |
| Pachuca          | 2009–2010        | Meksyk           | Liga MX          | 32 | 7  | —  | —                        | LMC      | 13 | 5   | 45  | 12 |
| Pachuca          | 2010–2011        | Meksyk           | Liga MX          | 34 | 10 | —  | —                        | SL + KMŚ | 3  | 0   | 37  | 10 |
| Cerro Porteño    | 2011             | Paragwaj         | Primera División | 22 | 4  | —  | —                        | —        | —  | —   | 22  | 4  |
| Cerro Porteño    | 2012             | Paragwaj         | Primera División | 22 | 6  | —  | —                        | —        | —  | —   | 22  | 6  |
| Toluca           | 2012–2013        | Meksyk           | Liga MX          | 38 | 6  | 7  | 6                        | CL       | 6  | 3   | 51  | 15 |
| Toluca           | 2013–2014        | Meksyk           | Liga MX          | 35 | 4  | —  | —                        | LMC      | 8  | 4   | 43  | 8  |
| Toluca           | 2014–2015        | Meksyk           | Liga MX          | 36 | 7  | 5  | 4                        | —        | —  | —   | 41  | 11 |
| Querétaro        | 2015–2016        | Meksyk           | Liga MX          | 27 | 6  | —  | —                        | LMC      | 8  | 1   | 35  | 7  |
| Querétaro        | 2016–2017        | Meksyk           | Liga MX          | 0  | 0  | —  | —                        | —        | —  | —   | 0   | 0  |
| Ogółem           |                  |                  |                  |    |    |    |                          |          |    |     |     |    |
| Paragwaj         | Paragwaj         | Paragwaj         | 113              | 33 | —  | —  | CS + CL                  | 6        | 0  | 119 | 33  |    |
| Meksyk           | Meksyk           | Meksyk           | 222              | 44 | 16 | 14 | CL + LMC + SL + KMŚ      | 40       | 13 | 278 | 71  |    |
| Ogółem           | Ogółem           | Ogółem           | 335              | 77 | 16 | 14 | CS + CL + LMC + SL + KMŚ | 46       | 13 | 397 | 104 |    |

- CS – Copa Sudamericana
- CL – Copa Libertadores
- LMC – Liga Mistrzów CONCACAF
- SL – SuperLiga
- KMŚ – Klubowe Mistrzostwa Świata

### Reprezentacyjne
| Paragwaj | Paragwaj | 2008   | 1  | 0 | 1  | 1 | —       | —  | — | 2  | 1  |
| Paragwaj | Paragwaj | 2009   | 3  | 0 | 7  | 1 | —       | —  | — | 10 | 1  |
| Paragwaj | Paragwaj | 2010   | 3  | 0 | —  | — | MŚ      | 2  | 0 | 5  | 0  |
| Paragwaj | Paragwaj | 2011   | 3  | 2 | 1  | 0 | —       | —  | — | 4  | 2  |
| Paragwaj | Paragwaj | 2012   | 6  | 2 | 4  | 0 | —       | —  | — | 10 | 2  |
| Paragwaj | Paragwaj | 2013   | 1  | 0 | 4  | 2 | —       | —  | — | 5  | 2  |
| Paragwaj | Paragwaj | 2014   | 3  | 0 | —  | — | —       | —  | — | 3  | 0  |
| Paragwaj | Paragwaj | 2015   | 2  | 0 | 3  | 0 | CA      | 6  | 1 | 11 | 1  |
| Paragwaj | Paragwaj | 2016   | —  | — | 3  | 1 | CA      | 2  | 0 | 5  | 1  |
| Ogółem   | Ogółem   | Ogółem | 22 | 4 | 23 | 5 | MŚ + CA | 10 | 1 | 55 | 10 |

- MŚ – Mistrzostwa Świata
- CA – Copa América